# Sistema Scheveningen

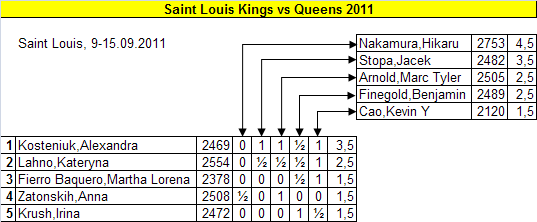
Taula final de posicions del Kings vs. Queens 2011, torneig per sistema Scheveningen.

El sistema Scheveningen és un mètode per organitzar un matx d'escacs entre dos equips. Cada jugador d'un equip juga contra cadascun dels jugadors de l'equip rival (Just & Burg 2003:308). L'equip amb el nombre més gran de partides guanyades és el vencedor. Aquest sistema és popular com a manera de crear oportunitats per fer normes de GM.
El sistema fou emprat per primer cop a Scheveningen el 1923, amb la idea que un equip de deu jugadors neerlandesos pogués enfrontar-se a deu mestres estrangers, amb la intenció de donar als jugadors de l'equip experiència contra una forta oposició (Hooper & Whyld 1992).